# クセルクセス1世
クセルクセス1世（古代ペルシア語: 𐎧𐏁𐎹𐎠𐎼𐏁𐎠 - Hašayārašā - ハシャヤーラシャー, 英語: Xerxes I）は、アケメネス朝ペルシアの王（在位：紀元前486年 - 紀元前465年）。

## 名称

### ハシャヤーラシャーに近い発音
古代ペルシア語: 𐎧𐏁𐎹𐎠𐎼𐏁𐎠 - Hašayārašā - ハシャヤーラシャー、ペルシア語: خشایارشا （khašāyāršā）。

### クセルクセスに近い発音
古代ギリシア語: Ξέρξης - Xerxēs - クセルクセス。

### アハシュエロスに近い発音
ラテン語: Ahasuerus、ヘブライ語: אֲחַשְׁוֵרוֹשׁ - Ăḫašwērôš - アハシュエロス。

## 略歴
ダレイオス1世とアトッサの息子。

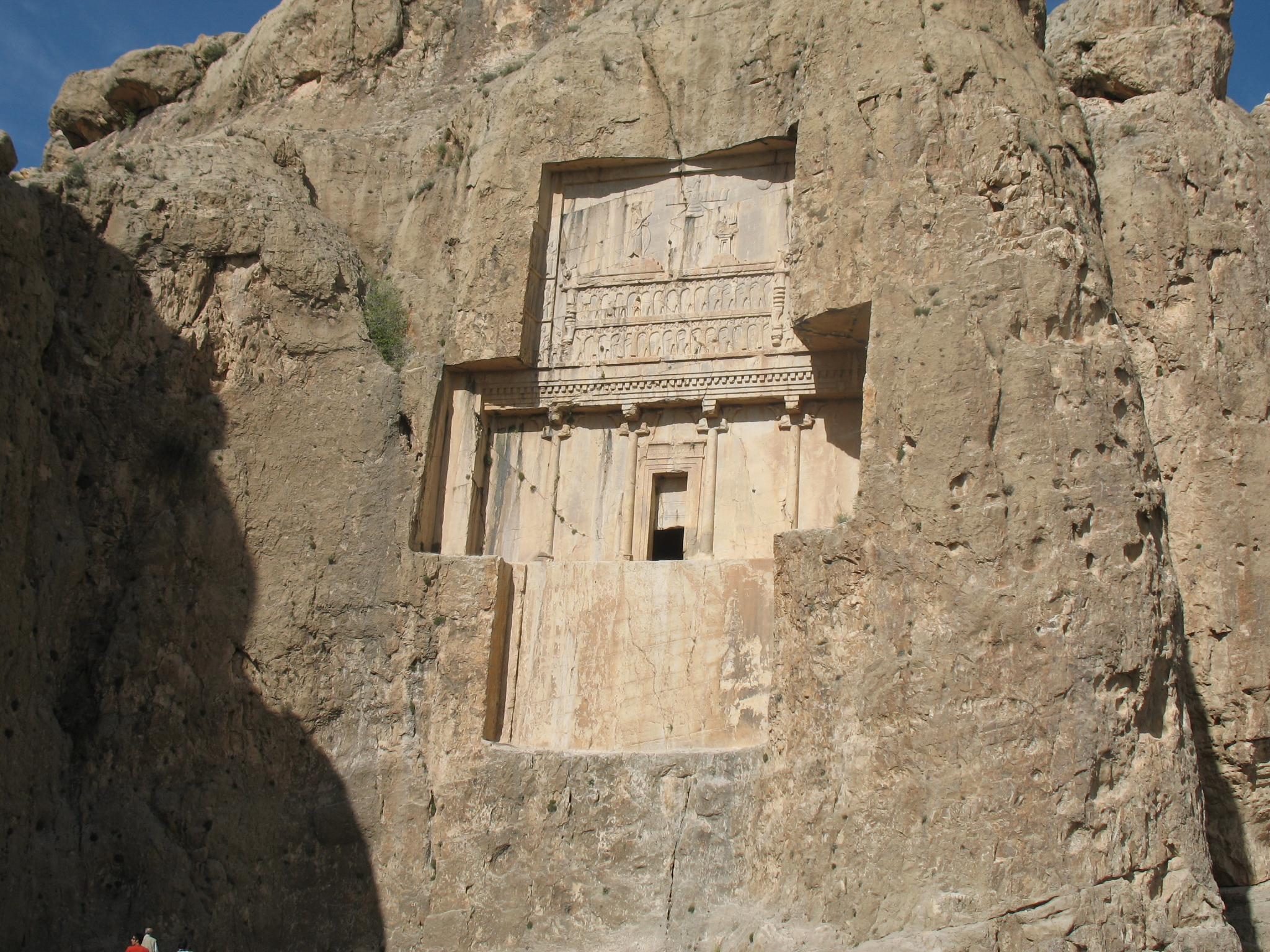
ナクシェ・ロスタムにあるクセルクセスの墓。

クセルクセス1世の在位期間に関しては、紀元前496年 - 紀元前475年ごろではないかとの説もある。これはペルセポリスから出土した銘文に父ダレイオス1世との共同統治期間が示唆されているためである。
バビロニア、エジプト地方に起きた反乱を武力鎮圧。

### ペルシア戦争期
紀元前480年、海・陸の大軍を整えギリシア遠征を企てる。遠征の際、ヘレスポントス海峡に多数の船を並べそれらを縄で連結させた橋を架け、アトス岬に運河をきり開いて遠征軍を進め、アルテミシオンの海戦（Artemision）でギリシア海軍と戦う。この戦いはヘロドトスの『歴史』によればギリシア海軍がやや優勢であったが、後述のテルモピュライの戦いでギリシア連合軍の陸軍が敗北したためギリシア海軍が自主的にサラミスへ撤退した。
同年8月、テルモピュライの戦いでスパルタ王レオニダス1世を戦死させる。9月、アッティカ地方を遠征したが、サラミスの海戦（Salamis）で敗れ、帰国。
翌 紀元前479年8月、マルドニオスの率いる陸軍はプラタイアの戦い（Plataiai）で敗北、敗残海軍はミュカレの戦い（Mykale）で撃滅され、ギリシア軍の反撃に苦しむ。
ギリシア遠征で大打撃を受けたクセルクセスは帰国し、事実上クセルクセスのギリシア遠征は失敗に終わった。その後、ペルシアは大規模なギリシア遠征を行うことも無かったが、ペルシア戦争自体は息子のアルタクセルクセス1世がカリアスの和約を結ぶまで継続している。

### ペルシア戦争後
帰国後、有名な万国の門（クセルクセス門とも）などの大規模な建築事業やユダヤ人の保護政策などを数多く行ったが、これにより国の財政がさらに圧迫され、次第に国力が衰えアケメネス朝の衰退を招くこととなる。
紀元前465年、クセルクセスは護衛隊長アルタバノスに暗殺された。

## 逸話
クセルクセスはまた「性剛情」とされ、アフラマズダ神の崇拝を強行しようとしたといわれる。
またアフリカを周航させたともいわれる。

### エステル記
旧約聖書『エステル記』は、インドからクシュまでの127州を統べるペルシアまたメディアの王クセルクセスの時代を描いている。
この王は伝統的にクセルクセス1世と考えられており、かつての和訳ではアハシュエロスとされていた。
幼くして両親を失ったハダサと、彼女の父代わりの親族モルデカイは、ともにバビロン捕囚によって故国を追われたユダヤ人である。
クセルクセスは、酒宴への召し入れを拒んだワシュティに代わり、帝国全土選りすぐりの美貌をもつエステルを新たに王妃に迎えた。
このワシュティは、ヘロドトスの伝える王妃アメストリスと同一人物であるか、あるいは一夫多妻の習慣があったものと考えられている。
ある時、悪代官ハマンに土下座をしようとしないモルデカイに憤ったハマンは、彼と同じユダヤ人を皆殺しにしようと企てた。
虐殺の日を決めるため、くじが引かれた。王もまた欺かれ、全土に勅令を発した。
しかしハマンは、王妃エステルがモルデカイの育てた少女ハダサであることを知らない。
新たにエステルの設けた酒宴ですべてが暴かれ、王の逆鱗に触れたハマンは処刑され、モルデカイが新首相に任ぜられ、こうしてユダヤ人たちは守られたのである。
これを記念するプーリーム(くじ)の祭りは、今なおユダヤ人の習わしとなっている。

## 関連作品

### 本
- エステル記
- 歴史 (ヘロドトス)

### 音楽
- セルセ (ヘンデル) - オンブラ・マイ・フ

### 漫画
- 300 (コミック) - テルモピュライの戦いを描いたコミック

### 映画
- スパルタ総攻撃 - テルモピュライの戦いを描いた映画
- 300 〈スリーハンドレッド〉 - テルモピュライの戦いを描いた上記漫画の映画化
- 300 〈スリーハンドレッド〉 〜帝国の進撃〜 - アルテミシオンの海戦・サラミスの海戦を描いた映画
- ほぼ300 - 『300 〈スリーハンドレッド〉』のパロディ映画

### ゲーム
- アサシン クリード オデッセイ - ダウンロードコンテンツにて登場